# Council of Conservative Citizens
Das Council of Conservative Citizens (CofCC) ist eine amerikanische politische Organisation, welche ein breites Spektrum konservativer und paläokonservativer Aktivitäten und Ideen unterstützt und dem Bereich des Weißen Nationalismus und des Weißen Separatismus zugeordnet wird.
Viele Mitglieder des CofCC Board of Directors sind vormalige Kader des Citizens Councils of America, einer Gruppe, welche die Vorherrschaft der weißen Rasse propagierte und für die Rassentrennung eintrat.

## Organisation
Geschäftsführer der CofCC ist Gordon Lee Baum. Tom Dover, der Kopf von Dover Cylinder Repair, ist der aktuelle Präsident. Leonard Wilson war in Alabama als State Committeeman sowohl bei den Demokraten als auch den Republikanern in einer Führungsposition aktiv und sitzt nun im Vorstand des CofCC. Ein weiteres Vorstandsmitglied ist Bill Lord Senior, welcher in Carroll County als Coroner arbeitete und dem School Board der Carroll Academy vorstand.
Der Sitz der Organisation ist in St. Louis in Missouri. Andere Bundesstaaten mit Chaptern sind Alabama, Florida, Georgia, Indiana, Illinois, Kalifornien, Louisiana, Michigan, Mississippi, New York, North Carolina, Pennsylvania, South Carolina, Tennessee, Texas und Virginia.

## Geschichte
Das Council of Conservative Citizens wurde 1988 in Atlanta (Georgia) gegründet, der aktuelle Hauptsitz befindet sich in St. Louis in Missouri. Die Organisation wurde durch diverse Republikaner, konservative Demokraten und durch ehemalige Mitglieder des White Citizens Council gegründet, welches für die Rassentrennung eintrat und an die Überlegenheit der weißen Rasse glaubte. Das WCC hatte von den 1950er bis in die 1970er Jahre hinein in mehreren Südstaaten Einfluss auf die Gesetzgebung. Prominentes Mitglied des CofCC war Lester Maddox, der ehemalige Gouverneur von Georgia.
Das CofCC hält oft Treffen mit anderen paläokonservativen Organisationen ab und manchmal auch mit nationalistischen Gruppen in Europa. So waren 1997 zahlreiche Mitglieder des CofCC bei einem Treffen anwesend, welches vom französischen Front National abgehalten wurde. Die Organisation präsentierte den damaligen Parteivorsitzenden Jean-Marie Le Pen mit der Flagge der Konföderierten Staaten von Amerika.
Nachdem in zahlreichen Artikeln die Vergangenheit mehrerer Mitglieder im White Citizens Council beleuchtet worden war, distanzierten sich diverse konservative Politiker von der Organisation. Einer davon war Bob Barr, welcher bei Treffen der Gruppe Reden gehalten hatte und angab, dass er die Positionen des CofCC in Bezug auf die Rassenfrage für „abstoßend“ halte, er hätte die wahre Natur der Gruppe damals nicht erkannt.
Später berichteten weitere Artikel über das Engagement hochrangiger Republikaner und konservativer Demokraten in dem CofCC, was zu einer Reihe von Distanzierungen führte. Trent Lott, der ehemalige Fraktionsführer der republikanischen Mehrheitsfraktion im Senat, war ebenfalls Mitglied des CofCC. Der Vorsitzende des Republican National Committee, Jim Nicholson, verurteilte die Organisation dafür, „rassistische und nationalistische Sichtweisen“ zu vertreten und forderte Lott dazu auf, sich zu distanzieren. Dieser weigerte sich dies zu tun, verkündete aber, dass er seine Mitgliedschaft beendet habe. Kurz darauf wurde Lott von Nicholson auch dazu aufgefordert, sich von seiner früheren Unterstützung der Rassentrennung zu distanzieren, nachdem dieser, an dessen Geburtstag, eine Lobrede auf den Rassentrennungs-Hardliner Strom Thurmond und dessen Präsidentschaftsambitionen gehalten hatte. Er distanzierte sich erneut, was ihm die Kritik zahlreicher Konservativer einbrachte. Dennoch musste er aufgrund dieser Rede später sein Amt räumen.
Ähnlich erging es dem ehemaligen Minderheitsführer im Senat Dick Gephardt, welcher bei einem Event der Organisation in den 1980ern aufgetreten war. Er bezeichnete dies später wiederholt als einen Fehler. Diese Aufdeckung kostete ihn allerdings viel Unterstützung bei den demokratischen Vorwahlen zur Präsidentschaft. Der damalige republikanische Vizegouverneur von Arkansas, Mike Huckabee, sagte 1993 im Vorfeld zu seiner Gouverneurskandidatur zu, auf der nationalen Versammlung des CofCC in Memphis in Tennessee aufzutreten. Er konnte aber schließlich den Staat zum Zeitpunkt dieser Versammlung nicht verlassen. Er schickte aber eine Rede, aufgezeichnet auf einer Videokassette, welche nach Angaben des CofCC-Newsletters vom Publikum „extrem gut aufgenommen wurde“. Nach seinem Wahlsieg im April 1994 distanzierte er sich allerdings und verkündete, dass er sich nicht an „irgendeinem Programm beteiligen werde“, welches über „rassistische Untertöne“ verfüge. Er habe „sein ganzes Leben über gegen Rassismus und Antisemitismus gekämpft.“
Andere prominente konservative Politiker auf Ebene des Bundes oder der Bundesstaaten, welche Mitglied waren, weigerten sich, sich von der Organisation zu distanzieren oder ihre Mitgliedschaft zu beenden und besuchten weiterhin Treffen oder hielten dort Reden. Zu diesen gehörte der Senator Jesse Helms, über welchen die Gruppe aufgrund ihrer Unterstützung bei der Wiederwahl auch einen gewissen Einfluss im Senat hatte. Auch die ehemaligen Gouverneure von Alabama und Mississippi, Guy Hunt und Kirk Fordice, sowie der Senator Strom Thurmond blieben aktive Mitglieder oder hielten Reden. Thurmond gehörte dem Senat bis zu seinem Ruhestand 2002 an.
Das Southern Poverty Law Center und der Miami Herald veröffentlichten eine Liste mit den Namen von 38 Politikern, welche zwischen 2000 und 2004 bei Treffen oder Events des CofCC erschienen waren.
Die Anti-Defamation League berichtete, dass der Senator Trent Lott, der Gouverneur von Mississippi Haley Barbour, die Staatssenatoren Gary Jackson und Dean Kirby aus Mississippi und diverse Mitglieder des Repräsentantenhauses von Mississippi dem CofCC angehören oder auf dessen Veranstaltungen erschienen seien. Ebenfalls dort eine Rede gehalten haben Guy Hunt und Kirk Fordice. Ebenso der Senator Roger Wicker aus Mississippi.
Die nationale Versammlung des Council of Conservative Citizens wurde 2005 in Montgomery in Alabama abgehalten. Eine Rede dort hielt auch George Wallace Jr., welcher dort für das Amt des Vizegouverneurs antrat, und der Schauspieler Sonny Landham.

## Politische Überzeugungen
Das Council of Conservative Citizens definiert sich als eine traditionell-konservative Gruppe, welche in Opposition zu Liberalen und Neokonservativen steht. Die Organisation unterstützt das Selbstbestimmungsrecht der Völker, die Beschränkung der Einwanderung, Föderalismus und die Home Rule. Sie ist gegen den Freihandel und globalen Kapitalismus. Besonders wichtig sind die Rechte der Bundesstaaten und die Rassenbeziehungen, im Speziellen die Frage bezüglich der Zulässigkeit gemischtrassiger Ehen, welche abgelehnt wird. Auch werden konservative christliche Werte betont.
Die CCC setzte sich in den 1950er und 1960er Jahren für den Fortbestand der Rassentrennung an Schulen ein. Sie propagiert wie bereits ihre Vorgängerorganisation White Citizens Coincil Ideen einer weißen Vorherrschaft und sieht Schwarze als eine „retrograde Spezies der Menschheit“. Auf seiner Webseite schrieb der CCC im Jahr 2001: „Gott ist derjenige, der die Menschheit in zwei unterschiedliche Typen unterteilt hat... Rassenmischung ist Rebellion gegen Gott.“
Martin Luther King Jr. wurde vom CofCC kritisiert, welches ihn als einen linksgerichteten Agitator in der schwarzen Gemeinschaft mit bemerkenswerten Verbindungen zum Kommunismus bezeichnete. Auch wurde seine Sexualmoral als unwürdig für eine Person von nationaler Bedeutung kritisiert.
Die Bürgerrechtsbewegung und die Frankfurter Schule werden als subversive Gefahr für die in der Verfassung festgeschriebene Gewaltentrennung bezeichnet. Wie auch von Paläokonservativen wird die amerikanische Kultur vom CofCC als ein Ableger der europäischen Kultur und dabei der britisch-protestantischen Tradition im Besonderen angesehen. 
Das Council versucht aktiv die Einwanderung stärkerer Restriktionen zu unterwerfen, sie zu reduzieren oder einen Einwanderungsstopp zu erreichen. Auch wird die Durchsetzung von Gesetzen gegen Einwanderung gefordert wie auch das Ende der Affirmative Action, welche als Diskriminierung von Weißen aufgefasst wird. Die Praxis, Kinder in andere Schulen zu bringen, um diese zwangsweise zu durchmischen, soll beendet werden. Entscheidungen des Obersten Gerichtshofes und vom Kongress verabschiedete Gesetze sollen ausgesetzt bzw. neu verhandelt werden. Dabei geht es unter anderem um das Waffenrecht. Der Freihandel soll beendet werden und es soll zu einer Hinwendung zu einer konservativeren Sexualmoral kommen. Aufgrund dessen kam es auch zur Unterstützung des Defense of Marriage Act und zur fortgesetzten Opposition gegen die Integration Homosexueller.
Nachdem 2005 mehrere dutzend konservative Organisationen vom Southern Poverty Law Center als Hassgruppe gelistet wurden, organisierte das CofCC eine Protestveranstaltung vor dem Büro des SPLC in Montgomery in Alabama. Die von 72 CofCC-Mitgliedern organisierte Veranstaltung umfasste mehrere hundert Demonstranten, wodurch sie landesweite Aufmerksamkeit erregte. Die Folge war eine verstärkte Aufmerksamkeit bezüglich der Finanzpolitik des SPLC und stärker werdenden Vorwürfen wegen Demagogie. Das CofCC protestierte weiterhin bei Vorträgen von Morris Dees, dem Mitgründer des SPLC, in mehreren Bundesstaaten, wobei sie ihn als eine Bedrohung für die Meinungsfreiheit bezeichneten und ihm Betrug vorwarfen.

## Aktivitäten
Das CofCC veröffentlicht den Citizens Informer einmal pro Quartal. Zur Redaktion gehören unter anderem Baum, Virginia Abernethy, Sam G. Dickson, Wayne Lutton, und Jared Taylor. Im Informer veröffentlicht hat in letzter Zeit auch Lawrence Auster. Zahlreiche Unternehmen in Mississippi schalten Werbeanzeigen im Citizens Informer.
Das CofCC ist der Betreiber der Conservative Citizens Foundation, einer gemeinnützigen Organisation, welche Geld für die Errichtung eines Denkmals für die Konföderierten Staaten von Amerika sammelt.

## Chapter in den Bundesstaaten

### Tennessee
In Tennessee existieren zahlreiche lokale Chapter. Je einer für West-, Zentral-, Ost- und Südost-Tennessee. Das Chapter im Westen betreibt die Radioshow The Political Cesspool.

### Mississippi
In Mississippi existieren zahlreiche Chapter, welche eng mit den privaten Segregation Academies zusammen. Diese Schulen, von denen viele anfangs als council schools bezeichnet wurden, waren für weiße Eltern gegründet worden, welche die Desegregation der öffentlichen Schulen nach Brown v. Board of Education umgehen wollten.
Mississippi ist der einzige Staat in dem sich höherrangige Politiker offen dazu bekennen, Mitglied des Council of Conservative Citizens zu sein, darunter Mitglieder des Senats und des Repräsentantenhauses. Das CofCC hatte einmal behauptet, dass 34 Abgeordnete der Mississippi Legislature bei ihnen Mitglied seien.

### South Carolina
Das Council of Conservative Citizens hatte in South Carolina zwischen 1993 und 2000 Demonstrationen organisiert, welche dafür Sorge tragen sollten, dass die Flagge der Konföderierten Staaten von Amerika weiterhin auf dem Dach der Staatsregierung wehte. Die Demonstrationen wurden vom Landesinneren bis hin zur, bei Touristen beliebten, Küste bei Myrtle Coast und Hilton Head Island veranstaltet. Diese Veranstaltungen waren die Folge von Demonstrationen des NAACP, welcher forderte die Flagge zu entfernen und dazu Tausende Demonstranten auf die Straße brachte. Nach einer Demonstration des CofCC, bei der dieser 1.500 Demonstranten in die Hauptstadt Columbia führte, gründeten andere Gruppen eine Koalition. 2000 marschierten 8.000 Menschen durch die Stadt und standen dabei einer kleinen Gruppe von Demonstranten des CofCC gegenüber. Zahlreiche Mitglieder der Koalition billigten schließlich einen Kompromiss, laut dem die Flagge vom Dach entfernt und vor dem Gebäude neben einer Statue eines konföderierten Soldaten wieder aufgestellt werden sollte.
Der ehemalige Vorsitzende des South Carolina CofCC, Francis Bell, starb 2005 nach einem langen Kampf gegen den Krebs. Seitdem wird der SC CofCC durch einen vierköpfigen Verwaltungsrat geführt und hat aktive Chapter in Charleston und Greenville.

## Kontroversen und Kritik
Diverse Kritiker bezeichneten die Organisation als „Hassgruppe“. Die New York Times und die Anti-Defamation League charakterisieren das Council of Conservative Citizens als eine White-Supremacist-Organisation. Das CofCC wird vom Southern Poverty Law Center der Neo-Konföderierten-Bewegung zugerechnet.
Allgemein betrachten Organisationen wie der NAACP, die League of United Latin American Citizens, das SPLC – welches das CofCC auf seiner Liste der Hassgruppen führt – und die Anti-Defamation League die Organisation als eine Bedrohung. Max Blumenthal bezeichnete sie als „Amerikas Premium-Rassisten-Organisation“, welche eine elementare Gefahr für das Land darstelle.
Das CofCC’s Statement of Principles lehnt die Einmischung der Bundesregierung in Angelegenheiten der Bundesstaaten ab, um dort die Rassenintegration durchzusetzen. Ebenso den Freihandel, die Globalisierung, die Einwanderung von Nicht-Europäern, Homosexualität und gemischtrassige Ehen.
Laut ihren Unterstützern ist das Council of Conservative Citizens gegen die Globalisierung, Multikulturalismus, Rassismus gegen Weiße und eine „aufdringliche“ Bundesregierung. Laut Eigenangaben hat die Gruppe eine Schlüsselrolle dabei eingenommen, rassistisch motivierte Gewalt gegen Weiße zu berichten, in den Vereinigten Staaten und auch außerhalb. Im April 2005 wurde auf der Seite des CofCC ein Foto-Essay veröffentlicht, in dem Bilder von enthaupteten, verbrannten und entstellten Leichen gezeigt wurden, wobei behauptet wurde, dass es sich um weiße Opfer von schwarzer Gewalt in Südafrika handele. Am Ende folgte die Bemerkung, dass eines Tages die Weißen auch in Amerika zur Minderheit und dann auch zum Opfer derartiger Gewalt werden würden.
Die Kolumnistin Ann Coulter nahm die Gruppe gegen Rassismusvorwürfe in Schutz und erklärte auf Grundlage eines Besuchs von deren Website, dass es „keine Beweise“ gäbe, dass das CofCC Rassentrennung unterstützt.